# 1767 en musique classique
| \| • Retour à la chronologie générale de la musique classique • \| |
| Grèce • Rome • Haut Moyen Âge • VIIIe siècle • IXe siècle • Xe siècle • XIe siècle XIIe siècle • XIIIe siècle • XIVe siècle • XVe siècle • XVIe siècle • XVIIe siècle XVIIIe siècle • XIXe siècle • XXe siècle • XXIe siècle |
| • Retour à la chronologie générale de la musique classique • |

| Années en musique classique : 1764 - 1765 - 1766 - 1767 - 1768 - 1769 - 1770    |
| Décennies en musique classique : 1730 - 1740 - 1750 - 1760 - 1770 - 1780 - 1790 |

## Événements
- 6 mars : Le Déserteur, opéra de Monsigny, créé à l'Hôtel de Bourgogne.
- 12 mars : Die Schuldigkeit des ersten Gebots, drame sacré de Mozart, créé au palais de l'Archevêché de Salzbourg.
- 13 mai : Apollon et Hyacinthe ou La métamorphose de Hyacinthe, opéra de Mozart, créé à Salzbourg.
- 26 décembre : Alceste, opéra de Gluck, créé au Hoftheater de Vienne.
- 30 décembre : la Symphonie no 6 en fa majeur K. 22, de Mozart, créée à Brno.
- La Cantarina, intermezzo de Joseph Haydn, créé à Eisenstadt.
- Il Bellerofonte, opéra de Josef Mysliveček, créé à Naples.

## Naissances

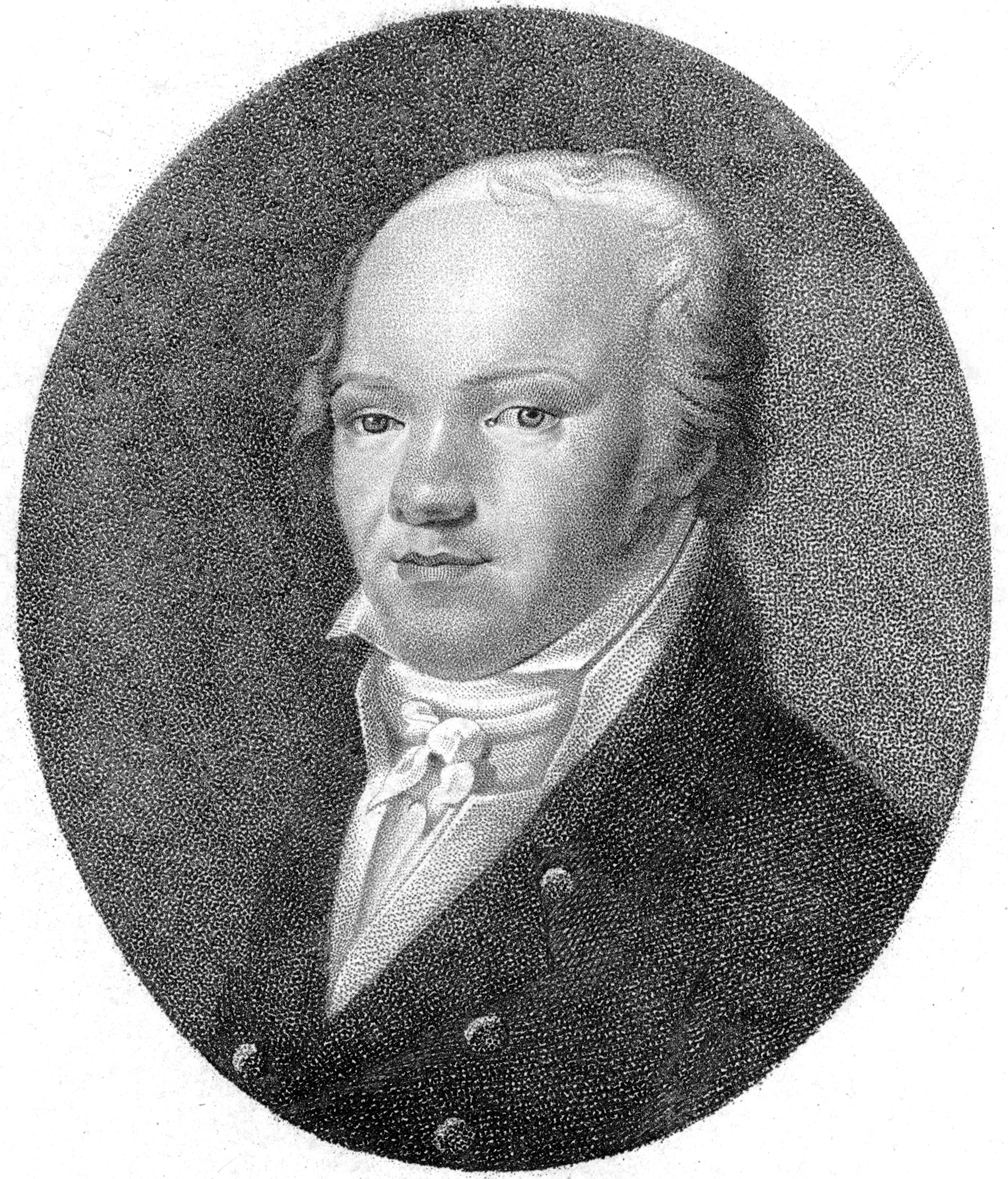
Andreas Romberg

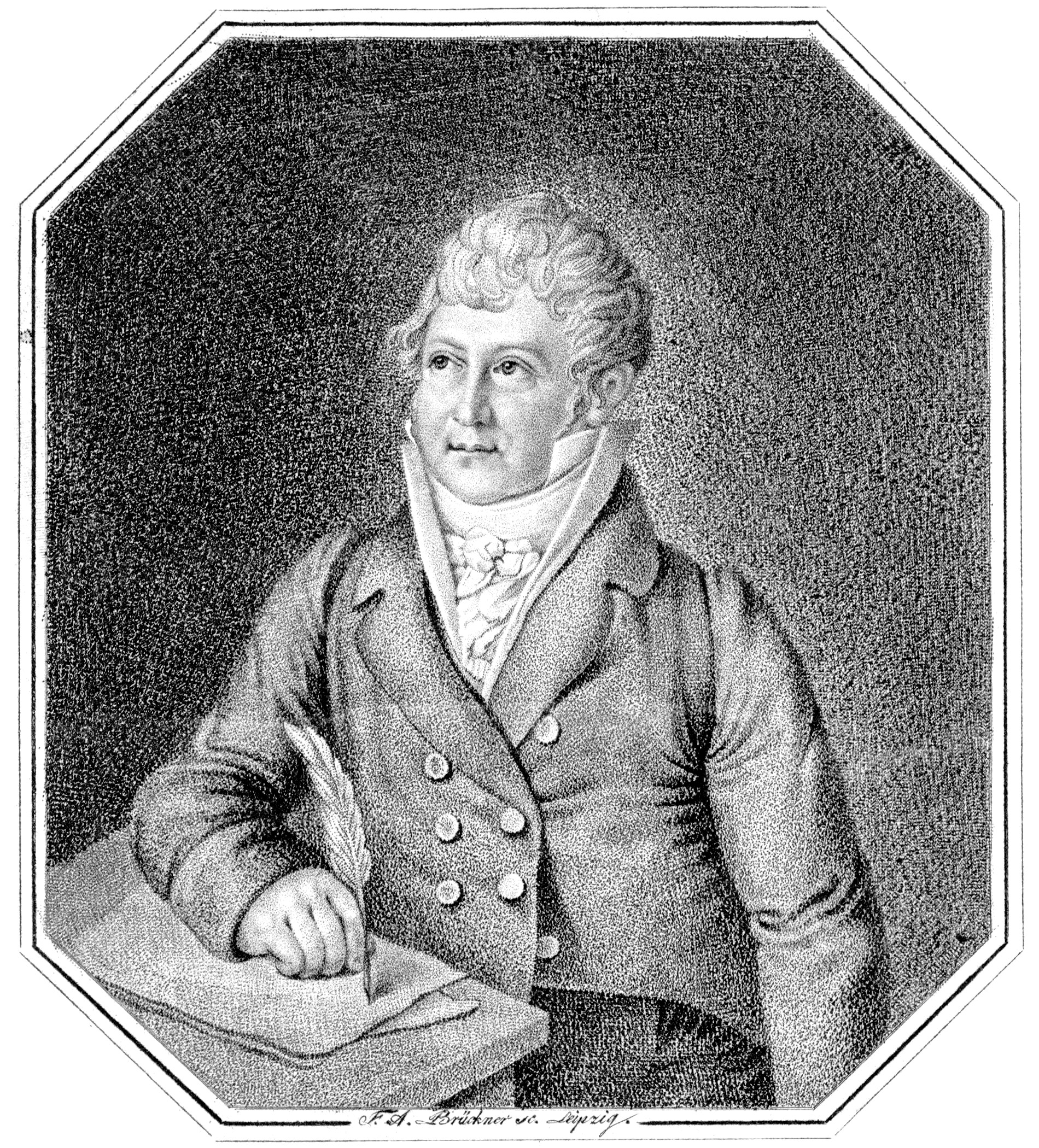
August Eberhard Müller

- 31 janvier : Francesco Basili, maître de chapelle et compositeur italien († 25 mars 1850).
- 13 mars : Heinrich Domnich, corniste et compositeur allemand († 19 juin 1844).
- 27 avril : Andreas Romberg, compositeur allemand († 10 novembre 1821).
- 17 septembre : Henri Montan Berton, violoniste et compositeur français († 22 avril 1844).
- 20 septembre : José Maurício Nunes Garcia, compositeur brésilien († 18 avril 1830).
- 26 septembre : Wenzel Müller, compositeur et chef d'orchestre autrichien († 3 août 1835).
- 13 novembre : Bernhard Romberg, compositeur et violoncelliste allemand († 13 août 1841).
- 13 décembre : August Eberhard Müller, compositeur, organiste et Thomaskantor allemand († 3 décembre 1817).

Date indéterminée
- Artem Vedel, compositeur ukrainien († 14 juillet 1808).

## Décès
- 25 juin : Georg Philipp Telemann, compositeur allemand (° 14 mars 1681).
- 3 juillet : Matthew Dubourg, violoniste et compositeur irlandais (° 1707).
- 28 août :
  - Louis Homet, compositeur français (° 1691).
  - Johann Schobert, compositeur et claveciniste (° vers 1735).
- 2 septembre : Juan Francés de Iribarren, compositeur espagnol (° 1699).